# Ataše
Ataše (francosko attaché iz glagola attacher, ki pomeni dodeliti, navezati) je oseba, ki deluje na področju diplomacije. 
Za razliko od diplomatov so atašeji dodani osebju veleposlaništva oz. konzulata in so specializirani za posamezna področja. 

## Vrste atašejev
- obrambni ataše

- vojaški ataše
- letalski ataše
- pomorski ataše

- kulturni ataše
- znanstveni ataše
- policijski ataše